# Liste der Landgrafen von Hessen
Die Landgrafen von Hessen regierten die Grafschaft Hessen von 1247 bis 1830.

## Die Landgrafen (1247 bis 1567)
| Nr. | Name (Lebensdaten)                                                           | Herrschaft | Anmerkungen | Herkunft     | Darstellung |
| --- | ---------------------------------------------------------------------------- | ---------- | --- | ------------ | --- |
| 1.  | Heinrich I. * 24. Juni 1244 † 21. Dezember 1308                              | 01247–1308 | Erster Landgraf von Hessen. 1247 von seiner Mutter Sophie von Brabant zum Erben der im Mannesstamm ausgestorbenen Ludowinger, den Landgrafen von Thüringen ausgerufen und nach langem Erbfolgekrieg 1263 als Herrscher in Nieder- und Oberhessen anerkannt. Begründer des Hauses Hessen. | Haus Brabant | Sophie von Brabant lässt ihrem Sohn Heinrich I. huldigen. Moderne künstlerische Darstellung der Ausrufung Heinrichs zum Landgrafen von Hessen |
| 2.  | Johann I., von Niederhessen † 1311                                           | 01308–1311 | Sohn von Heinrich I. und Mechthild von Cleve; nach der Erbteilung seines Vaters von 1308 bis 1311 Landgraf von Niederhessen. Gebietsstreitigkeiten mit Markgraf Friedrich I. von Meißen, nachdem der deutsche König und spätere Kaiser Heinrich VII. dem in Kassel regierenden Halbbruder Ottos die Schutzherrschaft über Goslar, Mühlhausen und Nordhausen erteilte. Johann starb, wie seine Ehefrau Adelheid von Braunschweig-Lüneburg, 1311 in Kassel an der Pest. | Haus Hessen  | Johann I. |
| 3.  | Otto I. * um 1272 † 1328                                                     | 01308–1328 | Otto I. war der Sohn von Heinrich I. und übernahm nach dessen Tod 1308 die Herrschaft über Oberhessen. Sein Halbbruder Johann I. erhielt Niederhessen. Als dieser 1311 starb, übernahm Otto I. auch dort die Regierungsgeschäfte. Nach seinem Tod im Januar 1328 wurde er im Kloster Ahnaberg bestattet. | Haus Hessen  | |
| 4.  | Heinrich II. * vor 1302 † 3. Juni 1376                                       | 01328–1376 | Heinrich II., auch „Der Eiserne“ genannt, war der Sohn von Otto I. Nachdem er seit 1320/21 Mitregent gewesen war, übernahm er 1328 selbst die Herrschaft. Er regierte bis zu seinem Tod im Jahr 1376. 1321 heiratete er Elisabeth von Thüringen und bekam fünf Kinder mit ihr. Nach seinem Tod 1376 wurde er in der Elisabethkirche in Marburg beigesetzt. | Haus Hessen  | |
| 5.  | Hermann II. * um 1341 † 10. Juni 1413                                        | 01376–1413 | Hermann II. war der zweite Sohn Ludwig des Junkers und dessen Frau Elisabeth. Zunächst war er für eine kirchliche Laufbahn vorgesehen. Doch nach dem Tod des eigentlichen Thronerben berief ihn Heinrich II. 1367 zum Mitregenten. Der Sternerkrieg leerte die Kassen Hessens, woraufhin Hermann eine neue Steuer erließ und damit den Unmut der Bevölkerung auf sich zog. Erst 1378 kam es zum Ausgleich. 1384 verabschiedete Hermann eine neue Verfassung, wobei Kassel seine Selbstständigkeit verlor. Die Bürger Kassels wandten sich an Balthasar von Thüringen, der mit Verbündeten in den Krieg gegen Hermann zog, welcher erst 1400 beigelegt werden konnte. | Haus Hessen  | |
| 6.  | Ludwig I. * 6. Februar 1402 † 17. Januar 1458                                | 01413–1458 | Ludwig I. von Hessen kam 1402, als Sohn des Landgrafen Hermann II. von Hessen, auf die Welt. Seine Mutter, Margarethe, war die Tochter des Nürnberger Burggrafen Friedrich V. Nach dem Tod seines Vaters übernahm Ludwig den Landgrafentitel. Unter seiner Regentschaft erhielten 1421 alle Handwerkergilden neue Zunftbriefe, die ihnen bisher nie gekannte Freiheiten und Rechte garantierten. | Haus Hessen  | |
| 7.  | Ludwig II., von Niederhessen * 7. September 1438 † 8. November 1471          | 01458–1471 | Ludwig II., auch der Freimütige genannt, war der Landgraf von Niederhessen. Sein Vater Ludwig I. teilte die Landgrafschaft Hessen in Niederhessen und Oberhessen auf, wobei Ludwig II. ersteres regierte und sein jüngerer Bruder Heinrich III. letzteres. Zwischen den beiden Brüdern kam es wegen der unklaren Grenzen zum Krieg (Hessischer Bruderkrieg). Ludwig II. starb kurz nach einem Jagdausflug auf der Burg Reichenbach und wurde in der Elisabethkirche in Marburg beigesetzt. Man vermutete später, dass er an einem Giftanschlag gestorben sei. | Haus Hessen  | |
| 8.  | Heinrich III., von Oberhessen * 15. Oktober 1440 oder 1441 † 13. Januar 1483 | 01458–1483 | Zweiter Sohn von Ludwig I. und Anna von Sachsen. Nach dem Tod Ludwig I. erbte Heinrich III. die Landgrafschaft Oberhessen, sein Bruder Ludwig II. wurde Landgraf von Niederhessen. Da es keine verbindliche Erbregelung gab, kam es zwischen den Brüdern zum Streit, der 1469 im Hessischen Bruderkrieg gipfelte. Nach dem Tod Ludwig II. 1471 regierte Heinrich III. bis zu seinem Tod über Nieder- und Oberhessen. | Haus Hessen  | |
| 9.  | Wilhelm I., von Niederhessen * 4. Juli 1466 † 8. Februar 1515                | 01471–1493 | Nachfolger seines Onkels Heinrich III. von Oberhessen ab 1483, nachdem dieser gestorben war. 1488 folgte die Heirat mit Anna von Braunschweig; aus der Ehe gingen 5 Töchter hervor. Er erkrankte wahrscheinlich bei einer Pilgerreise 1491–1492 nach Palästina an der Syphilis und überließ deshalb seinem Bruder Wilhelm II. die Regierung. 1515 starb er in seiner Residenz, dem Schloss Spangenberg. Seine Eltern waren Ludwig der Freimütige (1438–1471) und Mechthild, Tochter des Grafen Ludwig I. von Württemberg. Er war der Onkel von Philipp dem Großmütigen und ein Großonkel 10. Grades des späteren Kaisers Wilhelm I. von Preußen.                     | Haus Hessen  | |
| 10. | Wilhelm II. * 29. April 1469 † 11. Juli 1509                                 | 01493–1509 | von Niederhessen ab 1493, von Ober- und Niederhessen ab 1500 Wilhelm war der zweite Sohn des Landgrafen Ludwig des Freimütigen und dessen Frau Mechthild. Wilhelm war zuerst für die geistliche Laufbahn bestimmt, doch entdeckte er während der Ausbildung seine Neigung zum Waffenhandwerk. Er war ein guter Freund des deutschen Königs und späteren Kaisers Maximilian. Nach dem Tode seines kinderlosen Vetters Wilhelm III., „des Jüngeren“ im Jahre 1500 vereinte Wilhelm die gesamte Landgrafschaft Hessen in seiner Hand. | Haus Hessen  | Wilhelm II. von Hessen |
| 11. | Wilhelm III. von Oberhessen * 8. September 1471 † 17. Februar 1500           | 01483–1500 | Sohn des Landgrafen Heinrich III. und Anna von Katzenelnbogen. Er regierte von Marburg aus über die Teil-Landgrafschaft Oberhessen. Als Heinrich III. 1483 starb, war er noch unmündig und somit war sein Onkel Hermann, der Erzbischof von Köln, und der Hofmeister Hans von Dörnburg bis zum Jahre 1489 sein Vormund. Durch die hohen Einkommen seiner Teil-Grafschaft konnte er 1492 Teile der Herrschaft von Eppstein und 1493 von Klingenberg erwerben. 1498 heiratete er Elisabeth, die Tochter Philipps von der Pfalz. Er starb 1500 bei einem Jagdunfall, wo er von seinem Pferd stürzte und hinterließ keinen Nachkommen.                                   | Haus Hessen  | |
| 12. | Philipp der Großmütige * 13. November 1504 † 31. März 1567                   | 01509–1567 | Mit seiner Herrschaft verbinden sich die Einführung der Reformation in Hessen, die Gründung der Universität Marburg und eine gewichtige politische Rolle der Landgrafschaft innerhalb des Heiligen Römischen Reichs. Nach der Niederlage im Schmalkaldischen Krieg fünf Jahre lang Gefangener des Kaisers. Gilt als der bedeutendste der hessischen Landgrafen. | Haus Hessen  | Philipp der Großmütige |

## Hessen-Marburg (1567 bis 1604)
→ Siehe: Hessen-Marburg
Schon früher war das „Land an der Lahn“, das spätere Oberhessen, zweimal eine von Niederhessen getrennte, selbständige Landgrafschaft:
1308 hatten die Söhne des ersten hessischen Landgrafen Heinrich I. das Erbe geteilt, Otto I. war Landgraf von Oberhessen in Marburg geworden, sein Halbbruder Johann hatte als Landgraf von Niederhessen in Kassel regiert. Nach Johanns Tod 1311 waren beide Landesteile jedoch wieder in Ottos Hand vereinigt worden.
1458 war Hessen unter den Söhnen Ludwigs I., Ludwig II. und Heinrich III., erneut zweigeteilt worden. Ludwig II. herrschte in Niederhessen, sein Bruder Heinrich III. in Oberhessen. Nach dem erbenlosen Tod von Heinrichs III. einzigem überlebenden Sohn Wilhelm III. gelangten beide Gebiete um 1500 unter Ludwigs II. Sohn Wilhelm II. wieder in eine Hand.
| Nr. | Name (Lebensdaten)                                               | Herrschaft | Anmerkungen | Herkunft    | Darstellung |
| --- | ---------------------------------------------------------------- | ---------- | --- | ----------- | ----------- |
| 1.  | Ludwig IV. * 27. Mai 1537 in Kassel † 9. Oktober 1604 in Marburg | 01567–1604 | Sohn des Landgrafen Philipp I. von Hessen aus der Ehe mit Christine von Sachsen. Nach dem Tod Philipps I. erhielt Ludwig Hessen-Marburg. Dieses Gebiet entsprach ca. ein Viertel des bisherigen Landgrafschaft Hessen und umfasste Oberhessen mit Marburg sowie die Festung Gießen. Da er selbst keine Erben hatte, verfügte er 1597, dass seine zwei Neffen – Moritz von Hessen-Kassel und Ludwig von Hessen-Darmstadt – Hessen-Marburg bekommen sollten. Bedingt durch dieses Testament wurde Hessen-Marburg geteilt. | Haus Hessen | Ludwig IV.  |

## Hessen-Rheinfels (1567 bis 1583)
→ Siehe: Hessen-Rheinfels
Nach dem Tod Philipp I. 1567 wurde die Landgrafschaft Hessen unter den Söhnen aufgeteilt, wobei Philipp II. Hessen-Rheinfels erhielt. 1583 starb Philipp II. kinderlos, sodass die Landgrafschaft Hessen-Rheinfels aufgeteilt wurde und an Hessen-Kassel, Hessen-Marburg und Hessen-Darmstadt fiel.
| Nr. | Name (Lebensdaten)                                                                         | Herrschaft | Anmerkungen | Herkunft    | Darstellung |
| --- | ------------------------------------------------------------------------------------------ | ---------- | --- | ----------- | ----------- |
| 1.  | Philipp II. (Hessen-Rheinfels) * 22. April 1541 Marburg † 20. November 1583 Burg Rheinfels | 01567–1583 | Sohn des Landgrafen Philipp I. von Hessen und der Christine von Sachsen. Als Elfjähriger wurde er als Geisel an den Hof des französischen Königs Heinrich II. geschickt, wo er einige Zeit verbrachte. Nach dem Tod des Vaters wurde Philipp II. 1567 erster Landgraf des im Vierbrüdervergleich entstandenen Hessen-Rheinfels. 1569 heiratete er Anna Elisabeth von Pfalz-Simmern, die Ehe blieb jedoch kinderlos. Nach seinem Tod am 20. November 1583 fiel Hessen-Rheinfels an seine Brüder. Sein Grabmal befindet sich in der Stiftskirche von St. Goar. | Haus Hessen | Philipp II. |

## Landgrafen von Hessen-Darmstadt (1568 bis 1806)
→ Siehe: Landgrafschaft Hessen-Darmstadt
| Nr. | Name (Lebensdaten)                                                          | Herrschaft | Anmerkungen | Herkunft         | Darstellung                                       |
| --- | --------------------------------------------------------------------------- | ---------- | --- | ---------------- | ------------------------------------------------- |
| 1.  | Georg I. * 10. September 1547 in Kassel † 7. Februar 1596 in Darmstadt      | 01568–1596 | Sohn von Philipp I. von Hessen und Christine von Sachsen. Auch Georg der Fromme. Erbt von seinem Vater ein Achtel der Landgrafschaft Hessen (Hessen-Darmstadt), veranlasst infolgedessen den Ausbau Darmstadts zur Residenzstadt. Er führt die Schulpflicht als Grundlage der Verbreitung des reformatorischen Glaubens ein und fördert den wirtschaftlichen Aufschwung Darmstadts. Zudem richtet er Elemente eines Sozialsystems ein. Hexenverfolgungen sind unter seiner Herrschaft stärker verbreitet als in anderen hessischen Gebieten. | Haus Hessen      | Landgraf Georg I. von Hessen-Darmstadt, 1549–1596 |
| 2.  | Ludwig V. * 24. September 1577 in Darmstadt † 27. Juli 1626 nahe Rheinfels  | 01596–1626 | Ab 1527 Landgraf von Hessen-Darmstadt. Nach dem Tod Ludwig IV. (Hessen-Marburg) erhob er Anspruch auf das Gebiet von Hessen-Marburg. Er begründete diese Ansprüche mit dem Übertritt von Landgraf Moritz (Hessen-Kassel) zum Calvinismus. Während des Dreißigjährigen Krieges kam es daher zu militärischen Auseinandersetzungen der beiden Linien des Hauses Hessen. 1605 gründete er das Gymnasium illustre Gießen. | Hessen-Darmstadt |                                                   |
| 3.  | Georg II. * 17. März 1605 in Darmstadt † 11. Juni 1661 ebenda               | 01626–1661 | Nach dem Tod seines Vaters in der Gefangenschaft wurde er 1626 zum Landgraf von Hessen Darmstadt. Im weiteren Verlauf des Dreißigjährigen Krieges verhielt er sich als einziger protestantischer Fürst neutral. In der letzten Phase des Hessenkrieges verlor er gegen die Linie Hessen-Kassel was zur Teilung Oberhessens führte. Nach dem Krieg versuchte er sein Land wieder aufzubauen. Am Ende seines Lebens brach er mit der kaiserfreundlichen Politik ab und trat dem Rheinischen Bund bei. | Hessen-Darmstadt |                                                   |
| 4.  | Ludwig VI. * 25. Januar 1630 Darmstadt † 24. April 1678 in Gotha            | 01661–1678 | Sohn Georgs II. und Enkel Johann Georgs I. von Sachsen, wurde 1661 Landgraf von Hessen-Darmstadt und Mitglied der Fruchtbringenden Gesellschaft. Dort lernte er Friedrich I. von Sachsen-Gotha kennen und heiratete 1666 dessen Schwester Elisabeth Dorothea. Er erweiterte durch Ankauf großer Bestände die Hofbibliothek Darmstadt und ließ den Glockenturm des Darmstädter Schlosses errichten. | Hessen-Darmstadt |                                                   |
| 5.  | Ludwig VII. * 22. Juni 1658 in Darmstadt † 31. August 1678 in Gotha         | 01678      | Ludwig VII. war der Sohn von Landgraf Ludwig VI. (1630–1678) aus dessen erster Ehe mit Maria Elisabeth (1634–1665), Tochter von Friedrich III. von Schleswig-Holstein-Gottorf. Nach dem Tod seines Vaters Ludwig VI. am 24. April 1678 wurde Ludwig VII. Landgraf von Hessen-Darmstadt. Er regierte nur 18 Wochen und 4 Tage und verstarb am 31. August 1678 an den Folgen einer Ruhrinfektion in Gotha. Da sein jüngerer Bruder Friedrich bereits 1676 gestorben war, folgte Ludwigs Halbbruder Ernst Ludwig in Hessen-Darmstadt nach. | Hessen-Darmstadt |                                                   |
| 6.  | Ernst Ludwig * 15. Dezember 1667 in Gotha † 12. September 1739 in Einhausen | 01678–1739 | Ernst Ludwig war eins der Kinder von dem Landgrafen Ludwig VI. von Hessen-Darmstadt und Elisabeth Dorothea, deren Vater Ernst I. von Sachsen-Gotha war. Erst nach dem Tod seines älteren Bruders Ludwig VII., der die Nachfolge von Ludwig VI. übernommen hatte, aber schon kurz nach Regierungsantritt verstarb, trat Ernst Ludwig die Nachfolge an. Gezwungen durch den Krieg mit Frankreich im Jahr 1688 musste er Darmstadt verlassen und für 10 Jahre nach Nidda und Gießen ziehen. Nach dieser Zeit führte Ernst Ludwig den Absolutismus in Hessen-Darmstadt ein. | Hessen-Darmstadt |                                                   |
| 7.  | Ludwig VIII. * 5. April 1691 in Darmstadt † 17. Oktober 1768 in Darmstadt   | 01739–1768 | Ludwig war das erste Kind von Ernst Ludwig von Hessen-Darmstadt und dessen Ehefrau Dorothea Charlotte. Durch die Heirat 1717 der Tochter des Grafen Johann Reinhard III. von Hanau, Charlotte von Hanau, erhielt Ludwig als Mitgift die Grafschaft Hanau-Lichtenberg. Im Siebenjährigen Krieg kämpfte Ludwig auf Seiten des Kaisers Joseph II., den er auch persönlich 1764 bei Heusenstamm traf, und nahm den Rang eines Generalfeldmarschalls ein. Wobei es auch zu Gefechten bei Gießen und Oberhessen kam. | Hessen-Darmstadt |                                                   |
| 8.  | Ludwig IX. * 15. Dezember 1719 in Darmstadt † 6. April 1790 in Pirmasens    | 01768–1790 | Ludwig IX. ist der Gründer der Stadt Pirmasens und Urgroßvater des späteren Kaisers Wilhelm I von Preußen. Er war der älteste Sohn des Landgrafen Ludwig VIII. von Hessen-Darmstadt (1691–1768) und Charlotte von Hanau (1700–1726), Tochter und Erbin des Grafen Johann Reinhard III. von Hanau. 1741 wurde er für volljährig erklärt und übernahm als Graf von Hanau-Lichtenberg die Regierung. Er war Militarist und trat deshalb auch in preußische Dienste und nahm ebenso am Österreichischen Erbfolgekrieg auf französischer Seite teil. 1768 folgte er seinem Vater an der Regierung von Hessen-Darmstadt. Seine Erweiterung des Heereswesens legte den Grundstein für die spätere Machtstellung Hessen-Darmstadts in den napoleonischen Kriegen. | Hessen-Darmstadt | Ludwig IX.                                        |
| 9.  | Ludwig X. * 14. Juni 1753 in Prenzlau † 6. April 1830 in Darmstadt          | 01790–1830 | Ludwig I. von Hessen-Darmstadt war zunächst vom 6. April 1790 an als Ludwig X. regierender Landgraf von Hessen-Darmstadt, mit dem Beitritt seines Landes zum Rheinbund ab dem 14. August 1806 als Ludewig I. Großherzog von Hessen und seit 7. Juli 1816 Großherzog von Hessen und bei Rhein. Nach Ludwig ist der rheinhessische Ort Ludwigshöhe benannt, der nach einer Umsiedlung zwischen 1822 und 1830 neu erbaut wurde, sowie die Ludwigsstraße in der Hauptstadt der ihm zugestandenen Provinz Rheinhessen, Mainz. Das Hessendenkmal Finthen erinnert an seine Teilnahme bei der Belagerung von Mainz (1793). | Hessen-Darmstadt | Ludwig X als Ludewig I, Großherzog von Hessen.    |

## Hessen-Butzbach (1609 bis 1643)
→ Siehe: Hessen-Butzbach
Als Georg I. (Georg der Fromme) 1596 starb, wurde das Land in drei Teile geteilt. In Hessen-Darmstadt galt, wie an vielen Fürstenhöfen, das Erstgeburtsrecht (Primogeniturrecht). Nachfolger als Regent wurde der erstgeborene Sohn, die anderen wurden mit Geld abgefunden. Wenn es an Geld mangelte, wurden den Jüngeren Teile des Landes als Paragium übertragen und ihr Leibgedinge entsprechend gekürzt. Sie nannten sich ebenfalls Landgrafen, die Hoheitsrechte blieben jedoch beim Erstgeborenen. Die Hauptmasse, die Obergrafschaft, fiel dem ältesten Sohn, Ludwig V. dem Getreuen (1596–1626), zu. Der Jüngere, Friedrich, der Begründer der Homburger Linie, erhielt Homburg am Taunus, Philipp wurde mit Butzbach abgefunden.
| Nr. | Name (Lebensdaten)                                                               | Herrschaft | Anmerkungen | Herkunft         | Darstellung  |
| --- | -------------------------------------------------------------------------------- | ---------- | --- | ---------------- | ------------ |
| 1.  | Philipp III. (Hessen-Butzbach) * 26. Dezember 1581 in Darmstadt † 28. April 1643 | 01609–1643 | Sohn des Landgrafen Georg I. (Georg der Fromme) aus der Ehe mit Magdalena zur Lippe. Die Landgrafschaft Butzbach bestand zunächst lediglich aus der Stadt Butzbach und einigen Dörfern in der Nachbarschaft. Das Solms-Braunfelssche letzte Viertel gehörte noch nicht dazu. Während des Dreißigjährigen Krieges ging dieser Teil ebenfalls an den Landgrafen über, weil der Graf von Solms-Braunfels beim Kaiser in Ungnade gefallen war. 1639 kam die Herrschaft Itter im Waldeckischen mit dem Schloss in Vöhl und den dazugehörigen Dörfern hinzu. Dafür wurden Philipp allerdings 7.300 Gulden seines jährlichen Leibgedinges von 24.000 Gulden abgezogen. Trotz zweier Ehen blieb Philipp kinderlos. Deshalb fiel nach nur einer Generation das Paragium an Hessen-Darmstadt zurück und die paragierte Landgrafschaft Butzbach wurde nach Philipps Tod aufgelöst. | Hessen-Darmstadt | Philipp III. |

## Landgrafen von Hessen-Kassel (1568 bis 1866)
| Nr. | Name (Lebensdaten)                                                                             | Herrschaft | Anmerkungen | Herkunft      | Darstellung |
| --- | ---------------------------------------------------------------------------------------------- | ---------- | --- | ------------- | ----------- |
| 1.  | Wilhelm IV. der Weise * 24. Juni 1532 in Kassel † 25. August 1592 in Kassel                    | 01568–1592 | War der älteste Sohn Philipps I. von Hessen und dessen Frau Christina von Sachsen und Begründer der Linie Hessen-Kassel. Während des Schmalkaldischen Krieges wurde er nach Straßburg geschickt und wohnte im Hause des Johann Winter von Andernach, wo er sich weiterbildete. 1547 kehrte er nach Kassel zurück und bekam, gemeinsam mit seiner Mutter, von seinem Vater, welcher sich dann in die Gefangenschaft des Kaisers begab, die Regierungsgeschäfte übertragen. Nach Philipps Rückkehr, dem Feldzug gegen den Kaiser und dem Vertrag von Passau, wurde Wilhelm weiterhin an den Regierungsgeschäften beteiligt. Am 11. Februar 1566 heiratete er Sabina von Württemberg in Marburg. Am 4. April 1562 wurde die Landgrafschaft aufgeteilt und Wilhelm erhielt Niederhessen, mit Residenz in Kassel, den hessischen Teil von Schmalkalden und einen Großteil der ehemaligen Grafschaft Ziegenhain.                                                               | Haus Hessen   |             |
| 2.  | Moritz der Gelehrte * 25. Mai 1572 in Kassel † 15. März 1632 in Eschwege                       | 01592–1627 | Übertrug ein Viertel (Rotenburger Quart) des Landes an die Söhne seiner zweiten Frau, die damit die landgräflichen Nebenlinien Hessen-Rotenburg, Hessen-Wanfried und Hessen-Rheinfels (jüngere Linie) begründeten. | Hessen-Kassel |             |
| 3.  | Wilhelm V. der Beständige * 14. Februar 1602 in Kassel † 21. September 1637 in Leer            | 01627–1637 | Wilhelm V. war der jüngste Sohn des Landgrafen Moritz von Hessen-Kassel und dessen erster Frau Agnes zu Solms-Laubach. Ihm gelang es, die angeschlagene Wirtschaft seines Landes zu stabilisieren und durch eine Währungsreform die Folgen der Kipper- und Wipperzeit zu überwinden. Im Dreißigjährigen Krieg verbündete er sich mit König Gustav Adolf von Schweden. Im Juni 1631 konnte er die kaiserlichen Truppen aus Hessen vertreiben. Kurz darauf wurden ihm von seinem Bündnispartner Gustav Adolf die Stifte Fulda, Hersfeld und Paderborn, das Hochstift Münster sowie das Kloster Corvey zugesprochen. Als der Schwedenkönig 1632 fiel, zerbrach das Bündnis. Wilhelm beteiligte sich nicht am Prager Frieden von 1635, sondern schloss ein Bündnis mit Frankreich. Daraufhin verfiel er der Reichsacht. Kaiserliche Truppen drangen nach Hessen vor und verwüsteten das Land. Wilhelm musste mit seiner Familie fliehen und starb zwei Jahre später im Exil. | Hessen-Kassel |             |
| 4.  | Wilhelm VI. * 23. Mai 1629 in Kassel † 16. Juli 1663 in Haina                                  | 01637–1663 | Nach dem Tod von Wilhelm V. übernahm die Regentschaft seine Mutter Amalie Elisabeth vormundschaftlich. Am 25. September 1650 übergab die Landgräfin das Amt dem volljährigen Sohn. | Hessen-Kassel |             |
| 5.  | Wilhelm VII. * 21. Juni 1651 in Kassel † 21. November 1670 in Paris                            | 01663–1670 | Nach dem Tode von Wilhelm VI. regierte seine Witwe Hedwig Sophie das Land bis zur Volljährigkeit ihrer Söhne Wilhelm und Karl. Wilhelm starb noch vor der Übernahme der Regierungsgeschäfte und wurde von seinem Bruder Karl beerbt. | Hessen-Kassel |             |
| 6.  | Karl * 3. August 1654 in Kassel † 23. März 1730 Kassel                                         | 01670–1730 | Zunächst regierte fünf Jahre lang seine Mutter vormundschaftlich. | Hessen-Kassel |             |
| 7.  | Friedrich I. * 27. März 1676 in Kassel † 5. März in Stockholm                                  | 01730–1751 | Seit 1720 König von Schweden; de facto regiert deshalb sein jüngerer Bruder, Wilhelm VIII. | Hessen-Kassel |             |
| 8.  | Wilhelm VIII. * 10. März 1682 in Kassel † 1. Februar 1760 in Rinteln                           | 01751–1760 | Regierte seit 1730 als Statthalter seines Bruders Friedrich, der seit 1720 König von Schweden war. Nach dessen Tod 1751 wurde Wilhelm offiziell Landgraf. Nach dem Übertritt seines Sohnes Friedrich zum Katholizismus erstellte er die Assekurationsakte. Im Siebenjährigen Krieg wichtiger Verbündeter Preußens. | Hessen-Kassel |             |
| 9.  | Friedrich II. * 14. August 1720 in Kassel † 31. Oktober 1785 in Schloss Weißenstein, Kassel    | 01760–1785 | Konvertierte heimlich zum katholischen Glauben. Vergrößerte das Heer beträchtlich und ließ für Subsidienzahlungen 1776–1784 auf Seiten Englands 12.000 Mann gegen die nordamerikanischen Kolonien kämpfen. | Hessen-Kassel |             |
| 10. | Wilhelm IX./I. * 3. Juni 1743 in Kassel † 27. Februar 1821 ebenda                              | 01785–1821 | Als Wilhelm IX. ab 1760 Graf von Hanau, ab 1764 dort Regent, ab 1785 regierender Landgraf von Hessen-Kassel und ab 1803, nunmehr als Wilhelm I., dort Kurfürst aufgrund des Reichsdeputationshauptschlusses. Musste von 1806 bis 1814 dem napoleonischen Königreich Westphalen weichen. Er galt als einer der reichsten deutschen Fürsten seiner Zeit. Die Löwenburg hat er zwischen 1793 und 1801 erbauen und den Bergpark Wilhelmshöhe baulich erweitern lassen. | Hessen-Kassel |             |
| 11. | Wilhelm II. * 28. Juli 1777 in Hanau † 20. November 1847 in Frankfurt am Main                  | 01821–1847 | War der Sohn Wilhelms I. von Hessen-Kassel und dessen Frau Prinzessin Wilhelmine Karoline von Dänemark und Norwegen. Er studierte in Marburg und Leipzig und heiratete 1797 die Prinzessin Auguste, Tochter des preußischen Königs Friedrich Wilhelm II. 1806 folgte Wilhelm seinem Vater ins Exil. Bei der Völkerschlacht bei Leipzig kämpfte er im preußischen Heer. 1830 berief er die Landstände ein, die 1831 eine sehr fortschrittliche Verfassung erließen. Als Unruhen im Land ausbrachen, floh er nach Hanau, überließ seinem Sohn Friedrich Wilhelm die Regierungsgeschäfte und kehrte nicht mehr nach Kassel zurück. | Hessen-Kassel |             |
| 12. | Friedrich Wilhelm * 20. August 1802 in Schloss Philippsruhe bei Hanau † 6. Januar 1875 in Prag | 01847–1866 | Er regierte bereits für seinen Vater ab 1831 und ging nach der preußischen Annexion 1866 ins Exil. Dort starb er 1875 ohne einen thronberechtigten Erben zu hinterlassen. | Hessen-Kassel |             |

## Landgrafen von Hessen-Wanfried (1627–1778)
→ Siehe: Hessen-Wanfried
| Nr. | Name (Lebensdaten) | Herrschaft | Anmerkungen | Herkunft    | Darstellung                   |
| --- | --- | ---------- | --- | ----------- | ----------------------------- |
| 1.  | Friedrich von Hessen * 9. Mai 1617 in Kassel † 24. September 1655 in Costian (?) bei Posen                                 | 01632–1655 | Als Sohn des Landgrafen Moritz von Hessen-Kassel erhielt er Hessen-Eschwege auf Grund einer Verfügung seines Vaters. Auf Betreiben seiner zweiten Ehefrau Juliane von Nassau-Dillenburg bestimmte Moritz, dass die so genannte „Rotenburger Quart“, an seine Söhne aus dieser zweiten Ehe zu überlassen waren. Friedrich war Generalmajor im schwedischen Herr während des Dreißigjährigen Krieges. Er trug maßgeblich zum Wiederaufbau Eschweges nach diesem bei. | Haus Hessen | Friedrich von Hessen-Eschwege |
| 2.  | Ernst von Hessen-Rheinfels-Rotenburg * 8. Dezember 1623 in Kassel † 2. Mai 1693 in Köln                                    | 01649–1693 | Sohn des Moritz von Hessen-Kassel und der Juliane von Nassau-Dillenburg und einer der Urenkel Philipps I., des Großmütigen. Ab 1649 Landgraf von Hessen-Rheinfels und ab 1658 von Hessen-Rheinfels-Rotenburg. Ernst ließ die Burg Rheinfels nahe der Stadt St. Goar zu einer Festung ausbauen. Ab 1676 war er Landesherr der Gesamtquart/Hessen-Rotenburg. |             |                               |
| 3.  | Karl von Hessen-Wanfried * 19. Juli 1649 auf Burg Rheinfels † 3. März 1711 in Schwalbach                                   | 01693–1711 | Zweiter Sohn des Landgrafen Ernst und der Maria Eleonore von Solms-Lich. Als Landesherr Hessen-Wanfried 1667–1711 verpfändete er das Residenzschloss in Eschwege 1667 an Braunschweig-Bevern und baute das Schloss in Wanfried zur neuen Residenz aus (ab 1693 Landesherr von Hessen-Rheinfels). |             |                               |
| 4.  | Wilhelm (der Jüngere) von Hessen-Wanfried * 25. August 1671 in Langenschwalbach † 1. April 1731 in Paris (auch Beisetzung) | 01711–1731 | Sohn des Landgrafen Karl und dessen erster Gemahlin Sophie Magdalene von Salm-Reifferscheid. Landgraf von Hessen-Wanfried und Landgraf von Hessen-Rheinfels (Hessen-Wanfried-Rheinfels). Am 19. September 1719 vermittelte der Kaiser eine Hochzeit des 48-jährigen Wilhelm mit Ernestine Theodora, Tochter des Herzogs Theodor Eustach von Pfalz-Sulzbach; dennoch blieb Wilhelm kinderlos. |             |                               |
| 5.  | Christian von Hessen-Wanfried * 17. Juli 1689 in Wanfried † 21. Oktober 1755 in Eschwege                                   | 0          | Sohn von Landgraf Karl von Hessen-Wanfried und Alexandrine Juliane von Leiningen-Dagsburg. 1711 erbte er die Landgrafschaft Hessen-Wanfried. Sein Halbbruder Wilhelm versuchte auch seinen Anspruch darauf geltend zu machen. Der Erbschaftsstreit wurde geschlichtet, indem Christian seinen Anspruch auf die Landgrafschaft niederlegte und stattdessen das Residenzschloss in Eschwege erhielt. 1731 erbte er die Landgrafschaften Hessen-Wanfried und Hessen-Rheinfels und war bis zu seinem Tod 1755 dort Landesherr. Mit seinem Tod endete die Nebenlinie Hessen-Wanfried. |             |                               |
| 6.  | Konstantin von Hessen-Rotenburg * 24. Mai 1716 in Rotenburg † 30. Dezember 1778 auf Schloss Wildeck                        | 0          | 1755–1778 Landesherr der Gesamtquart |             |                               |

In der Folgezeit gehörte das Gebiet bis 1834 zur Gesamtquart Hessen-Rotenburg, danach zu Hessen-Kassel.

## Landgrafen von Hessen-(Rheinfels-)Rotenburg (1627–1834)
→ Siehe: Hessen-Rheinfels
| Nr. | Name (Lebensdaten)                                                                                           | Herrschaft | Anmerkungen | Herkunft                         | Darstellung       |
| --- | --- | ---------- | --- | -------------------------------- | ----------------- |
| 1.  | Hermann, Landgraf von Hessen-Rotenburg * 15. August 1607 in Kassel † 25. März 1658 in Rotenburg an der Fulda | 01627–1658 | Hermann von Hessen-Rotenburg war Landgraf der teilunabhängigen Landgrafschaft Hessen-Rotenburg. Er war der vierte Sohn des Landgrafen Moritz von Hessen-Kassel und dessen zweiter Ehefrau Juliane von Nassau-Dillenburg. Mit der Einrichtung der Rotenburger Quart 1627 übernahm Landgraf Hermann in Rotenburg die Regentschaft. In erster Ehe war er seit 1634 mit Sophie Juliane von Waldeck († 1637), in zweiter Ehe seit 1642 mit Juliane Kunigunde von Anhalt verheiratet. Beide Ehen blieben kinderlos. Er war ein anerkannter Forscher seiner Zeit in den Bereichen Meteorologie, Mathematik, Astronomie und Geographie. Seine Beiläufige Cosmographische Beschreibung des Niederfürstentums Hessen von 1641 zählt zu den hessischen Standardwerken der Landeskunde. Nach dem Hinzugewinn weiterer Gebiete 1648 wurden die inzwischen erwachsenen Brüder Hermanns nach dem Recht der Erbteilung ebenfalls in Teilen der Rotenburger Quartals regierende Fürsten eingesetzt. 1655 fiel Hessen-Eschwege nach dem Tod des erbenlosen Friedrich an Ernst, und 1658 erbte Ernst nach dem Tod seines kinderlosen Bruders Hermann auch den Teil Rotenburg. Damit fiel Hessen-Rotenburg 1658 an die Linie Hessen-Rheinfels. | entstammt dem Haus Hessen-Kassel |                   |
| 2.  | Ernst I. * 8. Dezember 1623 in Kassel † 2. Mai 1693 in Köln                                                  | 01658–1693 | bereits seit 1649 Landgraf von Hessen-Rheinfels und seit 1655 Landgraf von Hessen-Eschwege |                                  |                   |
| 3.  | Wilhelm I. der Ältere * 15. Mai 1648 in Kassel † 20. November 1725 in Langenschwalbach                       | 01693–1725 | Wilhelm I. war ein Sohn des Landgrafen Ernst I. von Hessen-Rheinfels-Rotenburg. Nach dem Tod seines Vaters 1693 erbte er mit Rotenburg und Rheinfels einen Teil der Rotenburger Quart, während sein Bruder Karl schon 1667 Hessen-Eschwege erhalten hatte. Nach seinem Tod im Jahre 1725 folgte ihm sein Sohn Ernst II. Leopold. | Hessen-Rheinfels                 |                   |
| 4.  | Ernst II. Leopold * 15. Juni 1684 in Langenschwalbach † 29. November 1749 in Rotenburg an der Fulda          | 01725–1749 | Ernst II. Leopold von Hessen-Rotenburg war der älteste Sohn des Wilhelm I. des Älteren von Hessen-Rheinfels-Rotenburg und Marie Anna, geb. Gräfin von Löwenstein-Wertheim-Rochefort. Er legte mit einem jüdischen Friedhof und einer jüdischen Schule den Grundstein der jüdischen Gemeinde in Rotenburg. Während seiner Amtszeit hegte der Hof einen friedlicheren Umgang mit Hessen-Kassel und den Quartstädten und straffte die Verwaltung der Rotenburger Quart. |                                  | Ernst II. Leopold |
| 5.  | Konstantin * 24. Mai 1716 in Rotenburg † 30. Dezember 1778 auf Schloss Wildeck                               | 01749–1778 | Sohn von Ernst II. Leopold und Eleonore Maria Anna von Löwenstein-Wertheim. Während seiner Regentschaft fiel der Landesteil Hessen-Wanfried an Hessen-Rotenburg zurück, sodass die Rotenburger Quart wieder vereint war. Sein Sohn Karl Konstantin, bekannt als „Citoyen Hesse“, war General der französischen Armee. | Hessen-Rheinfels                 | Konstantin        |
| 6.  | Karl Emanuel * 5. Juni 1746 in Langenschwalbach † 23. März 1812 in Frankfurt a. M.                           | 01778–1812 | Karl Emanuel war der Sohn des Landgrafen Konstantin von Hessen-Rotenburg und dessen Gemahlin Gräfin Sophie von Starhemberg. Im Zuge seines Militärdienstes in der kaiserlich-österreichischen Armee avancierte er in den Jahren 1757–1778 vom Oberst zum General. Im Jahre 1778 löste er seinen Vater Konstantin als Landesherr von Hessen-Rotenburg ab. Während seiner Regentschaft fand überdies die Besetzung Kurhessens durch Napoleon statt. | Hessen-Rheinfels                 |                   |
| 7.  | Viktor Amadeus * 2. September 1779, Rotenburg † 12. November 1834 Zembowitz                                  | 01812–1834 | Victor Amadeus war der letzte Landgraf von Hessen-Rotenburg, da er trotz 3 Ehen kinderlos blieb. Die Rotenburger Quant fiel wieder Hessen-Kassel zu. Seine weiteren Titel und Besitzungen (ab 1815 Fürst von Corvey, ab 1821 Herzog von Ratibor) erbte sein Neffe Victor zu Hohenlohe-Schillingsfürst. | Hessen-Rheinfels                 | Victor Amadeus    |

Siehe: Stammliste des Hauses Hessen
Siehe: Haus Hessen